# Fang Chih
Fang Chih, también conocido como Fang Chi y Fang Zhi, (en chino tradicional: 方治, pinyin: Fāng Zhì, en japonés: 方治先生は, nombre de cortesía: Xi Kong (希孔) 23 de noviembre de 1895, Tongcheng, Condado de Zongyang, Provincia de Anhwei, Imperio Qing - 28 de marzo de 1989, Taipéi, provincia de Taiwán, República de China, fue un jefe del partido Kuomintang (KMT) Chino, gobernador provincial, diplomático, erudito, autor y un funcionario del KMT en el servicio de la República de China.

## Genealogía y primeros años
Fang Chih nació en Tongcheng, Condado de Zongyang, Provincia de Anhwei, Imperio Qing en noviembre de 1895 a una familia de la nobleza menor con intereses aterrizós en la Casa Jiangning, Condado de Liuhe y en Tongcheng. Su padre fue Fang Rong (zh: 方蓉, pinyin: Fāng Róng), el hijo del medio de Fang Lanfen (zh: 方蘭芬, pinyin: Fāng Lánfēn), un autor de la dinastía Qing, cuya trabajo de xilografía de 1841, Lineage Nacional de Kansai en seis volúmenes se mantiene en el Biblioteca Nacional de China. Es un descendiente directo del Fang Zhipu (zh: 方至朴, Fāng Zhìpǔ) y de Fang Zhenru (zh: 方震孺, pinyin Fāng Zhènrú), un autor, juez y gobernador Qing de la Provincia de Guangxi. Él era también un descendiente de Fang Bao (zh: 方苞, pinyin: Fāng Bāo), un distinguido autor de la dinastía Qing quien fundó la escuela Tongcheng de la prosa literaria.
Sus tíos paternos eran Fang Quan (zh: 方荃, pinyin: Fāng Quán), un un prefecto Qing, y Fang Zao (zh: 方藻, pinyin: Fāng Zǎo). El padre de Fang murió cuando él tenía 1 o 2 años de edad en 1896 y su madre lo envió para ser criado por su abuelo paterno o su tío paterno.

## Educación
Fang Chih graduó de la Escuela Secundaria Tongcheng de la Provincia de Anhui (zh: 安徽省桐城中学), conocido como productor de muchos líderes revolucionarios Anhui, la cual que el asistió junto a Zhang Bojun (zh: 章伯鈞), Wu Zipei (zh: 吴子培), and Yu Guanglang (zh: 余光烺) entre otros compañeros de clase notables. Debido a la hostilidad entre el Gobierno de Beiyang y el Kuomintang, muchas de las familias KMT se trasladaron al exilio en Japón hasta 1928 cuando la Expedición del Norte de Chiang Kai-Shek derrotó a Beiyang. En 1919, con el apoyo financiero de su tío Fang Peiqing (zh: 方培卿, pinyin: Fāng Péiqīng), Fang se fue a Tokio, Japón donde aprendió Japonés y prosiguió sus estudios en la Escuela Normal Superior de Tokio (jp: 東京師範学校, Tōkyō Shihan Gakkō) y la Universidad Imperial de Tokio (jp: 東京帝國大學, Tōkyō Teikoku Daigaku) donde se graduó con un doctorado de la Facultad de Artes y Ciencias en 1927.

## Regreso de Japón
Fang Chi volvió a China del Imperio Japonés en 1927. Después de su regreso, se unió con la Expedición del Norte de Chiang Kai-shek, trabajando en Hupeh, Jiangxi y Hunan, donde adquirió la atención del general Chiang. Le hizo el presidente de la sede del Partido Provincial de Fujian del KMT con la sugerencia de un compañero de clase también educado en Japón Dai Chuanxian (zh: 戴傳賢, pinyin: Dài Chuánxián). Este papel fue expandido para supervisar la presidencia del KMT sede del Partido Provincial de Anhwei y la de Tsingtao. Mientras en Anhwei, Fang Chih mando una purga política de la parte local, junto con Shao Hua por orden de Chen Lifu (zh:  陈立夫, pinyin: Chén Lìfū) undador de la CC Clique o el Central Club Clique y la cabeza de la Oficina Central de Investigación y Estadística de la comité central de la KMT. El mecanismo de purga en Anhwei tarde arrastrado por su antiguo rival de Japón, Wang Buwen, quien fue detenido en abril de 1931 y ejecutado el mes siguiente. Su trabajo durante este período se centró principalmente en Hupeh, Kiangsi, Tsingtao, Nanking, Hunan, Anhwei y Fukien, en varios asuntos políticos militares y puestos de trabajo relacionado con la educación.
Su capacidad de organización y la capacidad de escribir pronto llamó la atención de Chen Lifu, con quien mantuvo correspondencia con regularidad. La conexión con Chen Lifu alino Fang con la facción CC camarilla del KMT y condujo a su participación en las operaciones de la Oficina de Investigación y Estadística. En marzo de 1929, fue ascendido a secretario en jefe del Departamento de Propaganda del Comité Central por Shao Yuan-chong (zh: 邵元沖, pinyin: Shào Yuán Chōng) quien fue uno de las cuatro personas que escribieron el Himno Nacional de la República de China. Fue establecido en Nanking y Shanghái. En 1930, era actuando Ministro de Información y en septiembre de 1931, fue ascendido a Secretario Jefe del Comité de Publicidad.

## Muerte y herencia

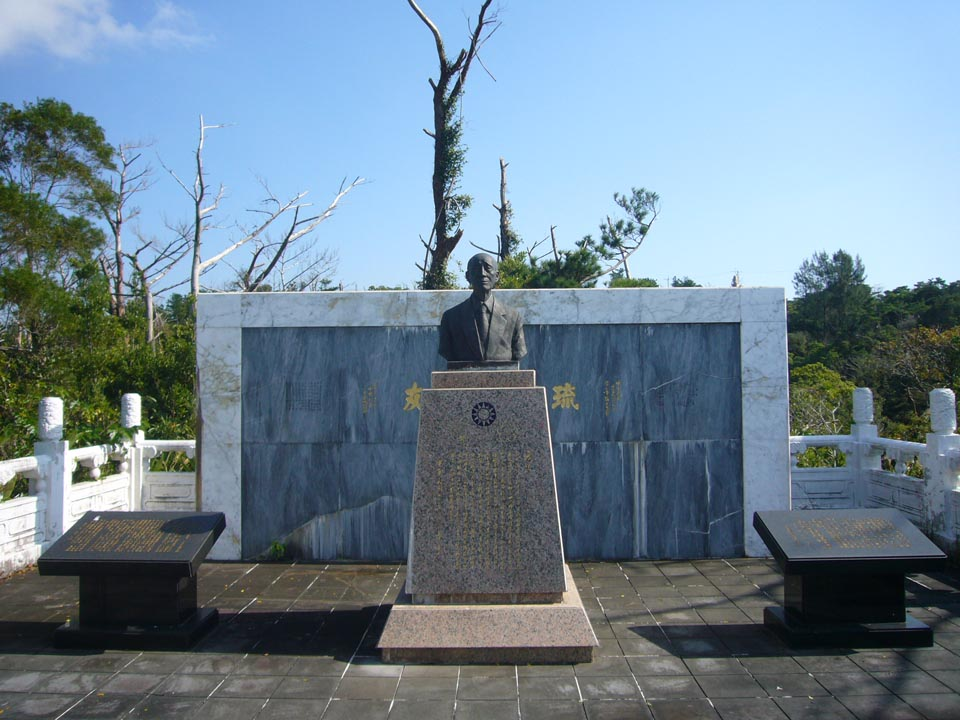
El monumento Fang Chi en Onna, prefectura de Okinawa.

Fang Chih murió de causas naturales el 28 de marzo de 1989 en Taipéi, Provincia de Taiwán, República de China a la edad de 94.
Un monumento y mausoleo fue construido en su honor en la isla de Okinawa completa con una estatua y la información sobre sus logros en Okinawa, donde se le recuerda por sus esfuerzos para desarrollar la economía a la Segunda Guerra Mundial y por su influencia en la apertura de la isla al comercio con la República de China dada la historia compartida de las dos islas de las influencias japonesas y chinas. Las frases "Me encanta China" y "Me encanta Ryukyu" están grabados en los lados derecho e izquierdo de la estatua, respectivamente, como un tributo a su conexión con la gente de la isla y el pueblo de Japón a pesar de la atmósfera política turbulenta de su época.
La tumba se encuentra en la colina Onna frente al Mar de China Oriental en las afueras de Onna, prefectura de Okinawa.

## Obras publicadas
- Lo siguiente es una lista incompleta de las obras publicadas de Fang Chih

- Fang, Chih (10 de noviembre de 1934). Min-Tsu Wen-Hua Yu Min-Tsu Ssu-Hsiang: Wen-Hua Chien-She (National Culture and National Thought: Cultural Reconstruction).
- Fang, Chih (May 1936). Zhonguo jiaoyu dianying xiehui diwujie nianhui tekan 中國教育電影協會第五屆年會特刊 (Proceedings of the Fifth Annual Meeting of the National Educational Cinematographic Society of China). Nanjing: National Educational Cinematographic Society of China.
- Fang, Chih (1967). «Ryukyu is the Land of Ryukyu Islanders». 中美月刊, Volume 12, Issue 9 (Digital, 8 June 2010 edición) (New Taipei: Sino-American Cultural and Economic Association)  – vía University of Minnesota.
- Fang, Chih (1969). The Content and Use of Chinese Local History. Salt Lake City: World Conference on Records and Genealogical Seminar, Area H-6, Salt Lake City: Genealogical Society of the Church of Jesus Christ of Latter-day Saints.
- Fang, Chih (noviembre de 1984). Li Guangyi Released From Prison. Cheng Ming Magazine. p. 10.
- Fang, Chih (May 1986). Wǒ Shēng Zhī Lǚ 我生之旅 滄海叢刊: 傳記 (My Journey) (Digital, 2 May 2007 edición). New Taipei: 東大圖書股份有限公司 (Eastern Book Company). p. 306. ISBN 9789578539228 – vía University of Michigan.

- Wikimedia Commons alberga una categoría multimedia sobre Fang Chih.